# 吉田木材
株式会社吉田木材（よしだもくざい、YOSHIDAMOKUZAI CO.,LTD ）とは、日本における建設会社の一つである。ISO9001に登録されている。本社のある橿原市ほか香芝市にもモデルハウスがある。奈良テレビ放送のCMに流れることがある。

## 概要
- 1902年（明治35年） - 吉田亀太郎が木材業を創業したことが発端になっている。
- 1973年（昭和48年） - 株式会社となる。

## キャッチコピー
- 「木を知り、木を愛し、木にこだわる」

## 関連会社
- 吉田木材住宅